# Duke of Drumington
Jan Starke, znany również jako „Duke of Drumington” (ur. 30 marca 1977 w Hanowerze) – niemiecki muzyk, perkusista. 21 lutego 2010 zapowiedział odejście z zespołu Grailknights z powodów osobistych. 6 marca 2010 zagrał ostatni koncert z byłym zespołem.

## Dyskografia
Grailknights
- Across the Galaxy (2004)
- Return to Castle Grailskull (2006)
- Alliance (2008)